# Jaime de Barros Câmara
Pour les articles homonymes, voir Barros et Câmara.
Jaime de Barros Câmara, né le 3 juillet 1894 à São José au Brésil et mort le 18 février 1971 à São Paulo, est un cardinal catholique brésilien, archevêque de Rio de Janeiro de 1943 à 1971.

## Biographie
Il est ordonné prêtre en 1920. Le 19 décembre 1935, Pie XI le nomme évêque de Mossoró (État du Rio Grande do Norte). Il est consacré le 2 février suivant.
Le 15 septembre 1941, il est nommé archevêque de Belém (État du Pará. Moins de deux ans plus tard, le 3 juillet 1943, il est transféré à Rio de Janeiro.
Il est élevé à la pourpre cardinalice par le pape Pie XII lors du consistoire du 18 février 1946 avec le titre de Cardinal-prêtre de Saints-Boniface-et-Alexis (Ss. Bonifacio ed Alessio).
Il soutient en 1964 le coup d’État militaire contre le président Joao Goulart, dont il voit « l'aide de Dieu ».
Il meurt le 18 février 1971 à São Paulo.